# Código del Trabajo de Honduras de 1959
El Código del Trabajo de Honduras fue emitido por el Congreso Nacional de Honduras mediante Decreto n.º 189, y publicado en el órgano oficial La Gaceta (Honduras) en sus ediciones números 16,827 y 16,834 de fecha 15 al 23 de julio de 1959. Y en el año 1960 este código fue anunciado  oficialmente ante Honduras y su gente.

## Antecedentes
En la república de Honduras, no existía una ley, ni código que rigiera sobre el trabajo, el trabajador, etc. Es así que, en el año 1954, se produciría una gran huelga nacional, en la cual los líderes gremiales y sindicales solicitaron mejoras tanto salariales, regulación de horas de trabajo, tiempo de vacaciones, seguridad, salud y una compensación para los despidos, remuneraciones, pensiones y jubilaciones.
Estando en la administración constitucional de la república, el doctor Ramón Villeda Morales en 1957, opto por priorizar tanto la emisión de una nueva Carta Marga Constitución de Honduras de 1957, como la creación de nuevos códigos y leyes para modernizar el estado y que satisficieran las necesidades del pueblo hondureño.

## Contenido del código
- Título I. Disposiciones Generales.
- Capítulo único. Disposiciones Generales.
  - artículos 1 al 18
- Título II. Contratos de Trabajo.
- Capítulo I. Contrato Individual de Trabajo.
  - artículos 19 al 30
- Capítulo II. Capacidad para Contratar.
  - artículos 31 (derogado mediante Decreto 73-96) al 35.
- Capítulo III. Modalidades del Contrato.
  - artículos 36 al 52
- Capítulo IV. Contrato Colectivo de Trabajo.
  - artículos 53 al 86
- Capítulo V. Reglamento de Trabajo.
  - artículos 87 al 94
- Capítulo VI. Obligaciones y Prohibiciones de las Partes.
  - artículos 95 al 98
- Capítulo VII. Suspensión de los Contratos de Trabajo.
  - artículos 99 al 110
- Capítulo VIII. Terminación del Contrato de Trabajo.
  - artículos 111 al 115
- Capítulo IX. Preaviso.
  - artículos 116 al 126
- Título III. Trabajo Sujeto a Regímenes Especiales.
- Capítulo I. Trabajo de las Mujeres y de los Menores de Edad.
  - artículo 127. El trabajo de las mujeres y menores de edad debe ser adecuado especialmente a su edad, condiciones o estado físico y desarrollo intelectual y moral.
  - artículo 128. Los menores que no hayan cumplido dieciséis (16) años de edad y las mujeres y las mujeres no podrán desempeñar las labores de este Código, el de Sanidad y los reglamentos de higiene y seguridad señalen como insalubres o peligrosas.
  - artículo 129. Es prohibido el trabajo nocturno y la jornada extraordinaria de los menores de dieciséis (16) años. También se prohíbe el trabajo de los mismos en clubes, teatros, circos, cafés, cantinas, expendios de bebidas embriagantes de consumo inmediato y casas de asignación.
  - artículo 130. Dentro de la jornada ordinaria de trabajo, las mujeres y los menores, gozaran de un descanso intermedio de dos (2) horas.
  - artículos 131 al 135
  - artículo 136. Los patronos cubrirán la diferencia existente entre el subsidio económico que por maternidad dé el Instituto Hondureño de Seguridad Social, y a la retribución que conforme al artículo anterior corresponde a la trabajadora en estado de gravidez. Cuando el Instituto Hondureño de Seguridad Social no esté obligado a cubrir el subsidio de maternidad, la obligación que señala este artículo corre íntegramente a cargo del patrono.
  - artículos 137 al 148
- Capítulo II. Trabajo de los Servidores Domésticos.
  - artículos 149 al 165
- Capítulo III. Trabajadores a Domicilio.
  - artículos 166 al 171
- Capítulo IV. Trabajo de los Aprendices.
  - artículos 173 y 174 (derogados Decreto n.º 73-96, contenido en el Código de la Niñez y la Adolescencia de Honduras. La Gaceta n.º 28,053; fechado 5 de septiembre de 1996)
  - artículo 175 al 189
  - artículo 190 (derogado Decreto n.º 73-96, contenido en el Código de la Niñez y la Adolescencia de Honduras. La Gaceta n.º 28,053; fechado 5 de septiembre de 1996)
- Capítulo V. Trabajadores Agrícolas, Ganaderos y Forestales.
  - artículos 191 al 204
- Capítulo VI. Trabajo de Transporte.
  - artículos 205 al 219
- Capítulo VII. Trabajo en el mar y en las vías navegables.
  - artículos 220 al 265
- Capítulo VIII. Trabajo ferrocarrilero.
  - artículos 266 al 294
- Capítulo IX. Trabajo del transporte aéreo.
  - artículos 295 al 296
- Capítulo X. Trabajadores de empresas de petróleo.
  - artículos 297 al 304
- Capítulo XI. Trabajo de minero.
  - artículos 305 al 309
- Capítulo XII. Empleados de comercio.
  - artículos 310 al 317
- Título IV. Jornadas, Descansos y Salarios.
- Capítulo I. Jornadas de Trabajo.
  - artículos 318 al 337
- Capítulo II. Descansos Generales y Especiales.
  - artículos 338 al 344
- Capítulo III. Vacaciones.
  - artículos 345 al 359
- Capítulo IV. Salarios.
  - artículos 360 al 380
- Capítulo V. Salario mínimo.
  - artículos 381 al 390
- Título V. Protección a los trabajadores durante el ejercicio del trabajo.
- Capítulo I. Higiene y seguridad en el trabajo.
  - artículos 391 al 400
- Capítulo II. Riesgos profesionales.
- Sección I. Disposiciones Generales.
  - artículos 401 al 412
- Sección II. Responsabilidad en materia de riesgos profesionales.
  - artículos 413 al 416
- Sección III. Indemnizaciones y Conmutaciones.
  - artículos 417 al 459
- Título VI. Organizaciones Sociales.
- Capítulo I. Disposiciones Generales.
  - artículos 460 al 467
- Capítulo II. Sindicatos.
  - artículos 468 al 474
- Capítulo III. Organización.
  - artículos 475 al 479
- Capítulo IV. Personería Jurídica.
  - artículos 480 al 490
- Capítulo V. Facultades y funciones sindicales.
  - artículos 491 al 497
- Capítulo VI. Libertad de Trabajo, Prohibiciones y sanciones.
- artículos 498 al 501
- Capítulo VII. Régimen interno.
  - artículos 502 al 526
- Capítulo VIII. Disolución y liquidación.
  - artículos 527 al 533
- Capítulo IX. Trabajadores oficiales.
  - artículos 534 al 536
- Capítulo X. Federaciones y Confederaciones.
  - artículos 537 al 546
- Capítulo XI. Disposiciones finales
  - artículos 547 al 549
- Título VII. Conflictos Colectivos de trabajo.
- Capítulo I. Disposiciones Generales.
  - artículos 550 al 561
- Capítulo II. Declaratoria y desarrollo de la huelga.
  - artículos 562 al 568
- Capítulo III. Suspensión colectiva ilegal del trabajo.
  - artículos 567 al 571
- Capítulo IV. Terminación de la huelga.
  - artículos 572 al 573
- Capítulo V. Paros legales e ilegales.
  - artículos 574 al 584
- Capítulo VI. Disposiciones comunes a la huelga y al paro.
  - artículos 585 al 590
- Título VIII. Organización Administrativa del trabajo.
- Capítulo I. Secretaría de Trabajo y Previsión Social.
  - artículos 591 al 592
  - artículo 593. La Secretaría de Trabajo y Previsión Social tiene los siguientes departamentos: a) La Dirección General del Trabajo (DGT), b) La Inspección General del Trabajo (IGT), c) Dirección General de Previsión Social, d) Procuraduría del Trabajo, e) Instituto Nacional de Investigación y de Estudios Sociales; y f) los demás que determine el reglamento de este capítulo o las leyes que posteriormente dicten.
  - artículos 594 al 596
- Capítulo II. Dirección General del Trabajo.
  - artículos 597 al 609
- Capítulo III. De la Inspección General del Trabajo.
  - artículos 610 al 631
- Capítulo IV. Sección Jurídica.
  - artículos 632 al 634
- Capítulo V. Procuraduría del Trabajo.
  - artículos 635 al 646
- Capítulo VI. Dirección General de Previsión Social.
  - artículo 647
- Capítulo VII. Juntas de Conciliación y Arbitraje.
  - artículos 648 al 663
- Título IX. Jurisdicción Especial del Trabajo.
- Capítulo I. Organización y Competencia de los Tribunales del Trabajo.
- Sección I. Disposiciones Generales.
  - artículos 664 al 673
- Sección II. Juzgados de Letras del Trabajo.
  - artículos 674 al 680
- Sección III. Cortes de Apelación del Trabajo.
  - artículos 681 al 689
- Capítulo II. Competencia
  - artículos 690 al 699
- Capítulo III. Ministerio Público
  - artículos 700 al 702
- Título X. Procedimientos en los Juicios del Trabajo.
- Capítulo I. Demanda y respuesta, forma y contenido de la demanda.
  - artículos 703 al 710
- Capítulo II. Representación Judicial.
  - artículos 711 al 714
- Capítulo III. Incidentes.
  - artículos 715 al 716
- Capítulo IV. Actuación.
  - artículos 717 al 718
- Capítulo V. Notificaciones
  - artículo 719
- Capítulo VI. Audiencias.
  - artículos 720 al 725
- Capítulo VII. Poderes del Juez.
  - artículos 726 al 728
- Capítulo VIII. Pruebas.
  - artículos 729 al 739
- Capítulo IX. Recursos.
  - artículos 740 al 747
- Capítulo X. Procedimiento Ordinario.
  - artículos 748 al 763
- Capítulo XI. Casación.
  - artículos 764 al 778
- Capítulo XII. Procedimientos especiales juicio ejecutivo.
  - artículos 779 al 789
- Capítulo XIII. Procedimientos en la resolución de los conflictos colectivos de carácter económico social.
  - artículos 790 al 856
- Título XI. Disposiciones Varias.
- Capítulo Único.
  - artículos 857 al 873
  - artículo 874. Quedan derogadas a) Decreto Legislativo n.º 96 de 4 de marzo de 1949 sobre días inhábiles o feriados; b) Decreto Legislativo n.º 43 de 2 de febrero de 1952; Ley de Accidentes de Trabajo; c) Decreto Legislativo n.º 44 de 4 de febrero de 1952; Ley de Trabajo de Menores y de Mujeres; d) Decreto Legislativo n.º 63 de 19 de febrero de 1952; que crea la Dirección General del Trabajo y Previsión Social; e) Decreto Legislativo n.º 15 de 12 de enero de 1953; reformando el artículo 40 del Decreto n.º 44; f) Decreto Ley n.º 50 de 16 de febrero de 1955; Carta Constitutiva de Garantías del Trabajo; g) Decreto Ley n.º 59 de 14 de marzo de 1955; Ley de Mediación, Conciliación y Arbitraje; h) Decreto Ley n.º 101 de 6 de junio de 1955; Ley de Organizaciones Sindicales; i) Decreto Ley n.º 123 de 22 de julio de 1955; sobre Celebración Convenios Colectivos; j) Decreto Ley n.º 224 de 20 de abril de 1956; Ley de Contratación Individual de Trabajo; k) Decreto n.º 90 de 9 de mayo de 1957; reformando Artículo 69 de la Ley de Contratación Individual de Trabajo; l) Decreto n.º 114 de 22 de julio de 1957; Ley de Trabajo Ferrocarrilero; m) Decreto n.º 133 de 15 de agosto de 1957; sustituye el texto del Artículo 86 de la Ley de Contratación Individual de Trabajo; n) Decreto de la Junta Militar de Gobierno n.º 134-A de 19 de agosto de 1957; Ley Orgánica de la Dirección General del Trabajo; o) Decreto n.º 169-A de 15 de octubre de 1957; reformando Artículos 17, inciso b) y 45 de la Ley de Organizaciones Sindicales; p) Decreto Legislativo n.º 7 de 11 de marzo de 1958; sobre días feriados; q) Decreto Legislativo n.º 30 de 28 de marzo de 1958; reformando Ley de Organizaciones Sindicales; y, r) Decreto Legislativo n.º 47 de 29 de abril de 1958; reformando Ley de Trabajo Ferrocarrilero.
  - Artículo 875. Este Código empezará a regir desde el día de su publicación, en el Diario Oficial “La Gaceta”. Dado en el Salón de Sesiones del Congreso Nacional, en Tegucigalpa, D. C., a los diecinueve días del mes de mayo de mil novecientos cincuenta y nueve. (f.) Modesto Rodas Alvarado H., Presidente. Miguel Alfonso Cubero, Secretario. Carlos Manuel Arita, Secretario.

Al Poder Ejecutivo. Por tanto: Ejecútese. Tegucigalpa, D. C., 1° de junio de 1959. R. Villeda Morales. El Secretario de Estado en los Despachos de Trabajo y Previsión Social, por la ley, Amado H. Núñez V.